# Theodor Bach (Architekt)
Theodor Karl Bach (* 17. November 1858 in Wien; † 18. Jänner 1938 in Prag) war ein österreichischer Architekt.

## Leben
Theodor Bach war der Sohn des Kaufmanns Carl Theodor Bach und dessen Gattin Marie Julie Schumann, der Schwester des Architekten Carl Schumann, der auch sein Taufpate war. Theodor Bach besuchte von 1877 bis 1883 die Technische Hochschule in Wien bei Heinrich von Ferstel und Karl König.
Von 1882 bis 1884 war er Assistent für Hochbau an der Technischen Hochschule. 1884 wurde Bach Chefarchitekt der Wiener Baugesellschaft und blieb dies 14 Jahre lang. Daneben arbeitete er aber auch selbständig in Wien, Salzburg, Padua und Bukarest. Mehrmals ging er etwa von 1890 bis 1904 eine Bürogemeinschaft mit seinem ehemaligen Mitschüler Leopold Simony ein. Daneben wirkte er von 1888 bis 1889 als Hilfslehrer an der Wiener Staatsgewerbeschule.
1908 erhielt Bach die Professur für Hochbau und Bauzeichnen an der Deutschen Technischen Hochschule in Prag (bis 1928). Seither lebte und wirkte er in Prag, wo er auch achtzigjährig starb. Seit 1896 war er mit Therese Ast verheiratet und hatte einen Sohn.

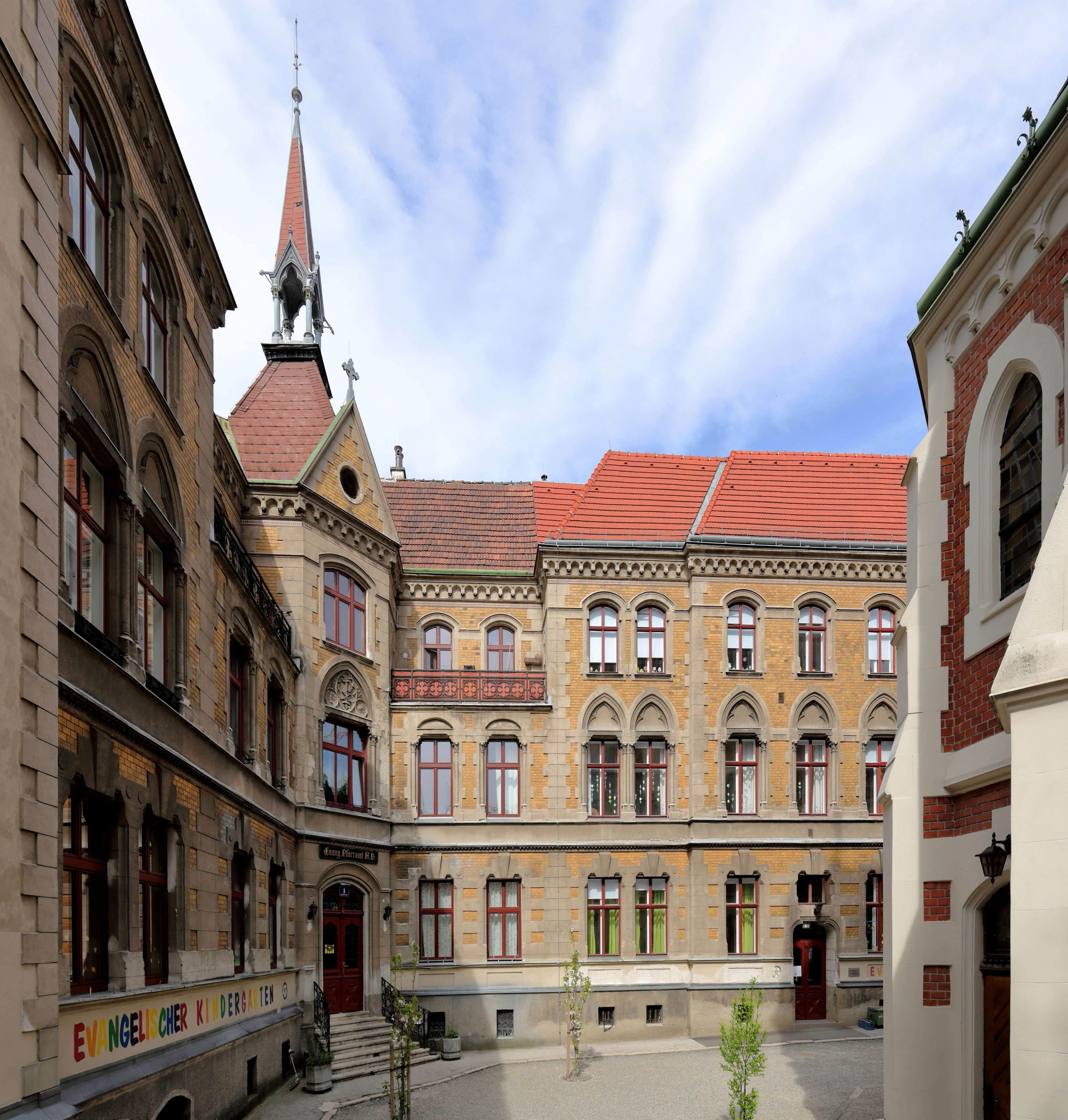
Lutherhof (1894–1895), mit Ludwig Schöne

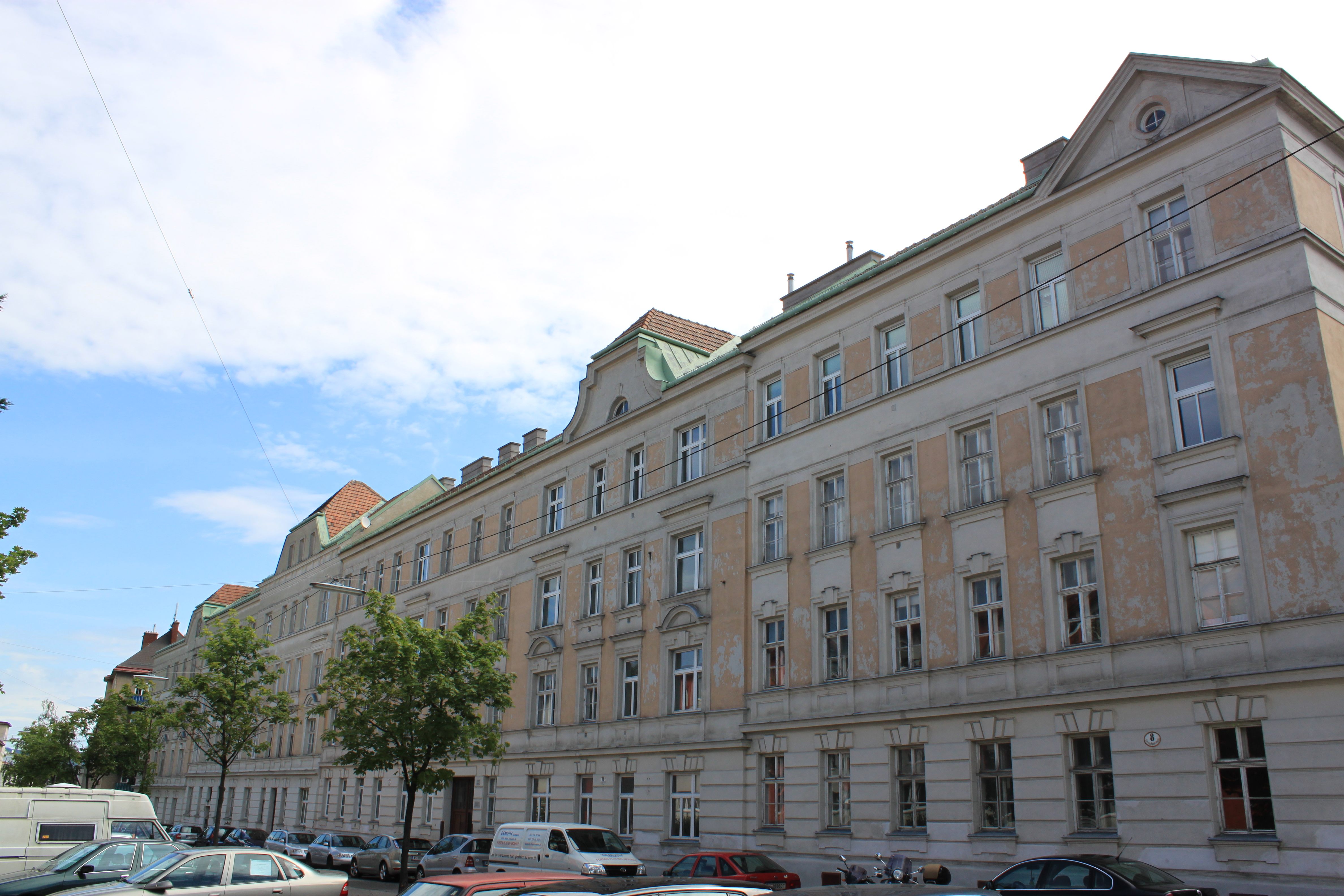
Lobmeyerhof (1898–1902), mit Leopold Simony

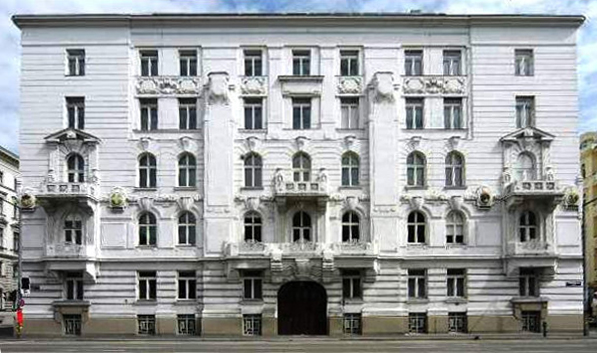
Amtshaus Marxergasse 2 (1906), mit Ettore Fenderl

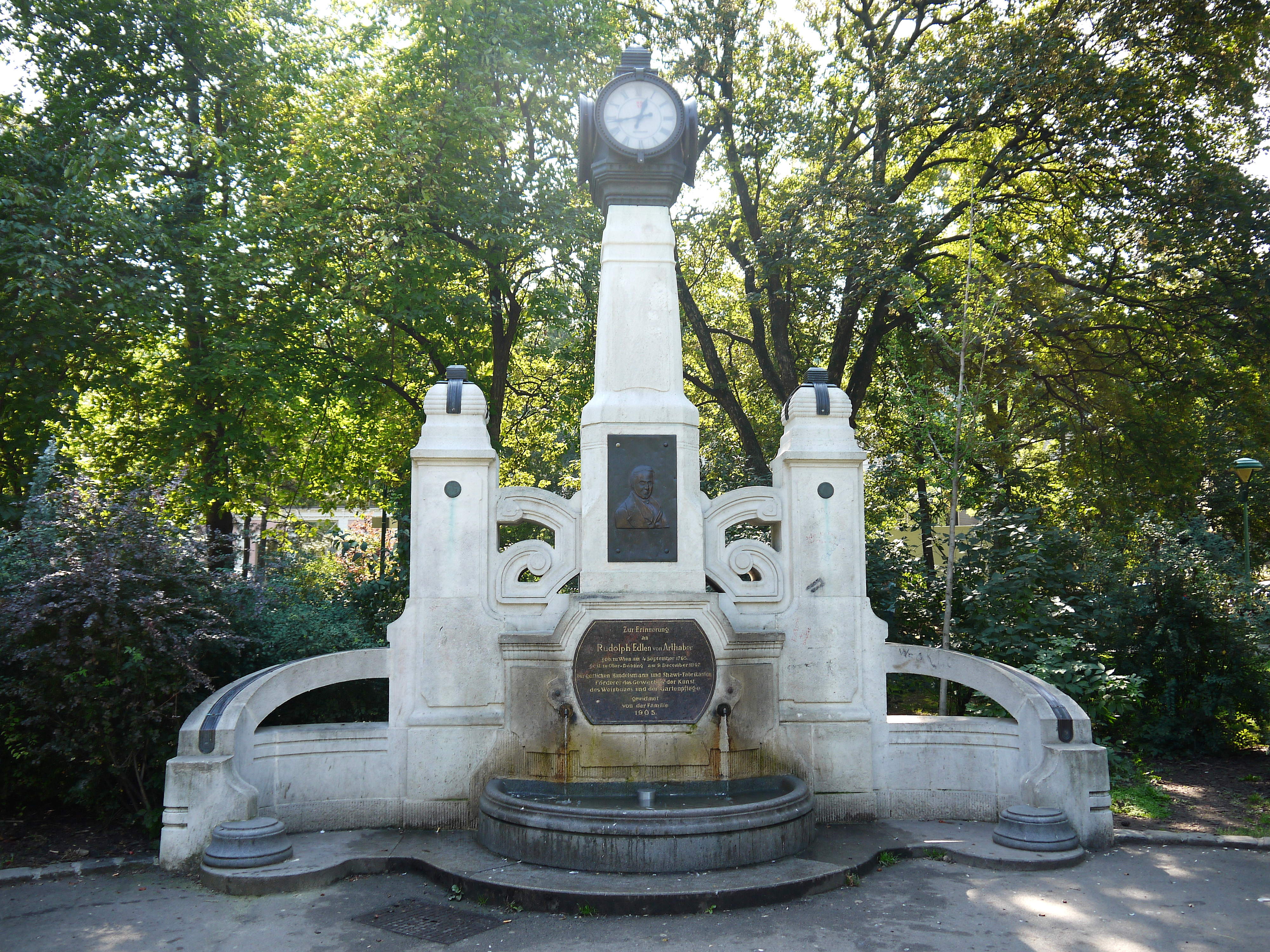
Arthaberbrunnen (1906)

## Werk
Theodor Bach war ein Vertreter des traditionellen historistischen Stils. Er setzte gelegentlich aber auch secessionistische Elemente bei seinen Bauten ein. Der Schwerpunkt seines Schaffens lag beim Wohnbau, bei dem er bestrebt war solide zu arbeiten und ästhetisch ansprechend zu bauen. Daneben errichtete er auch Villen und vor allem Arbeiterwohnhäuser, die zu den Vorläufern des Gemeindewohnbaus im Roten Wien wurden. Sie waren zwar äußerlich traditionell gestaltet, hatten aber im Inneren zukunftsweisende Elemente, wie Gemeinschaftseinrichtungen oder große begrünte Innenhöfe. Außerdem trat Theodor Bach auch schriftstellerisch mit Abhandlungen zum Städtebau und zum Wohnungswesen hervor.
- Wohnhaus, Abt-Karl-Gasse 47, Wien 18 (1888)
- Wohnhaus, Herbststraße 22, Wien 16 (1888)
- Wohnhaus, Schwarzspanierstraße 7, Wien 9 (1893), mit Carl Schumann
- Villa Richter, Beckgasse 25, Wien 13 (1894), ehemals Reichgasse
- Lutherhof (Pfarrhof, Schule und Wohnhaus), Martinstraße 25 / Schuhmanngasse, Wien 18 (1894–1895), mit Ludwig Schöne, unter Denkmalschutz
- Villen, Stoesselgasse 11 u. 15, Wien 13 (1895), ehemals Leopold-Müller-Gasse
- Villa Wenzl, Hadersdorf (1895), mit Leopold Simony
- Lutherkirche, Evangelische Pfarrkirche A.B. Martinstraße 25, Wien 18 (1896–1898), mit Ludwig Schöne, unter Denkmalschutz
- Wohn- und Geschäftshäuser „Casa Piccola“, Mariahilfer Straße 1b-d, Wien 6 (1896–1902), mit Carl Schumann
- Wohn- und Geschäftshaus, Wallnerstraße 2 / Kohlmarkt, Wien 1 (1898), Geschäftslokal der Firma Thonet 1971 von Karl und Eva Mang umgebaut, unter Denkmalschutz
- Kaiser-Franz-Josef-Jubiläumsstiftung für Volkswohnungen und Wohlfahrtseinrichtungen „Lobmeyerhof“, Roseggergasse 2–6 / Wernhardtstraße 13–19, Wien 16 (1898–1902), mit Leopold Simony, zum Teil durch Neubauten ersetzt, unter Denkmalschutz
- Wohn- und Geschäftshaus, Wipplingerstraße 12, Wien 1 (1901)
- Miethaus „Zum Heiducken“, Spiegelgasse 19, Wien (1901), mit Leopold Simony
- Arbeiterwohnhäuser der Unfallversicherungs-Anstalt für Niederösterreich, Leopoldauer Straße 79–81, Wien 21 (1900–1907), mit Leopold Simony, unter Denkmalschutz
- Wohn- und Geschäftshaus, Fleischmarkt 28 / Postgasse 15, Wien 1 (1902)
- Miethäuser, Postgasse 11 und 13, Wien 1 (1902–1903), Fassadendekor abgeschlagen
- Studentenheim der Hochschule für Bodenkultur, Peter-Jordan-Straße 65 / Dänenstraße 2A, Wien 18 (1904)
- Wohnhaus, Dominikanerbastei 6 / Falkestraße, Wien 1 (1904)
- Wohnhäuser, Große Mohrengasse 35 und 37, Wien 2 (1904), abgerissen
- Miethaus, Dr.-Karl-Lueger-Platz 6, Wien (1906)
- Amtshaus Marxergasse 2 der Marine-Sektion des Kriegsministeriums, Vordere Zollamtsstraße 9, Wien 3 (1906), mit Ettore Fenderl, unter Denkmalschutz
- Arthaberbrunnen, Arthaberplatz, Wien 10 (1906), unter Denkmalschutz
- Haus des elektrischen Aufzugs auf den Mönchsberg, Salzburg
- Villa in Prag-Holešovice, V Holešovičkách 1157/27
- Häuserblock für die Genossenschaft Prager Volkswohnungsverein Prag-Holešovice, Bubenská 13–15 (zusammen mit Adolf Foehr) (1922)